# Jürgen Ovens

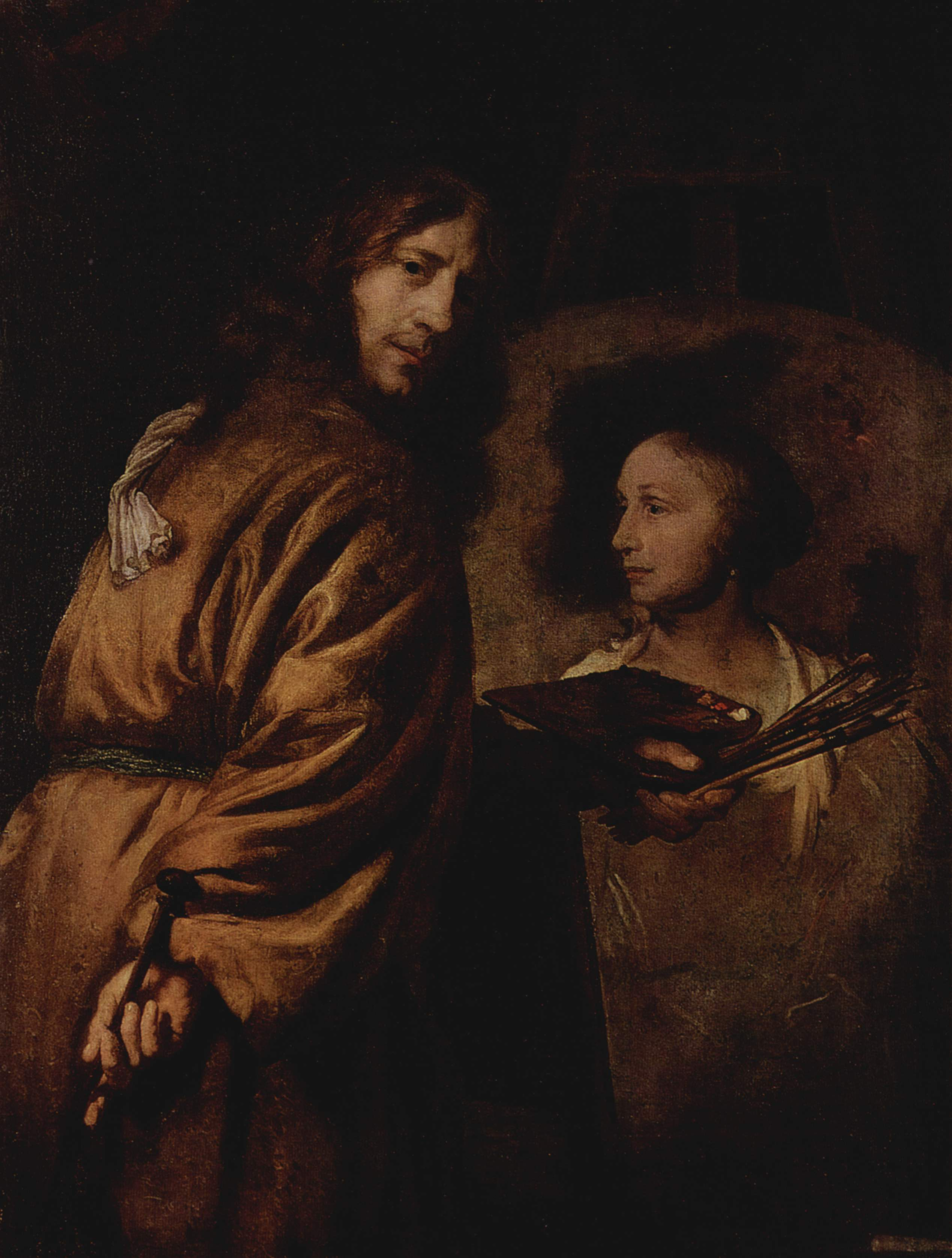
Jürgen Ovens: Självporträtt framför staffliet.

Jürgen Ovens, (även känd som Juriaen Ovens), född 1623 i Tönningen, död 9 december 1678 i Friedrichstadt, var en tysk historie- och porträttmålare. Trots att han var bara en kort tid i Sverige skapade han ett stort antal målningar om det svenska sällskapslivet.
Ovens begav sig vid 19 års ålder till Amsterdam och var där 1642 elev hos Rembrandt, som samma år utförde sin berömda målning "Nattvakt". Från detta år finns sig Ovens tidigaste kända arbete, ett porträtt av en ung man. Sju år senare (1651) målade han Den unge Tobias i begrepp att återvända till sin fader. Från 1652 finns en porträttgrupp av guvernören i nederländska Indien, Ryklof van Goens med familj, och en målning kallad Damporträtt.
1652 flyttade Ovens efter mer än tio års oavbruten vistelse i Amsterdam tillbaka till Tönningen, men målade dessförinnan bilden av Emanuel De Geer till Leufsta och i Tönningen togs hans förmåga genast i anspråk för det hertigliga hovet. Trots att han inte formligen var anställd som hovmålare så utförde han redan 1652 den stora familjegrupp, Hedvig Eleonora med föräldrar och syskon, som nu förvaras på Gripsholm. 1654 utförde han i Stockholm den stora duken Hedvig Eleonoras giftermål med Karl X Gustaf.
Ovens anpassade sig efter skilda förebilder, helst flamska (Rubens, van Dyck), men följde även italienska konstnärer i spåren. Till denna målning ansluter sig Hedvig Eleonoras kröning och Uttåget ur kyrkan, båda nu på Drottningholms slott. 1657 bosatte sig Ovens åter i Amsterdam. Många av stadens myndigheter och medborgare i framgångsrik ställning beställde tavlor hos honom. Ovens återvände 1663 till Friedrichstadt som en rik man. Han levde i ett komfortabelt hem och utförde för hertigens räkning tio kolossalmålningar med ämnen ur det gottorpska husets historia, vilka 1873 fördes till Danmark. Från 1664 var hans produktivitet mycket mindre. Ovens är representerad vid bland annat Göteborgs konstmuseum.

## Porträttmålningar (utval)
- Drottning Kristina
- Karl X Gustaf
- Hedvig Eleonora

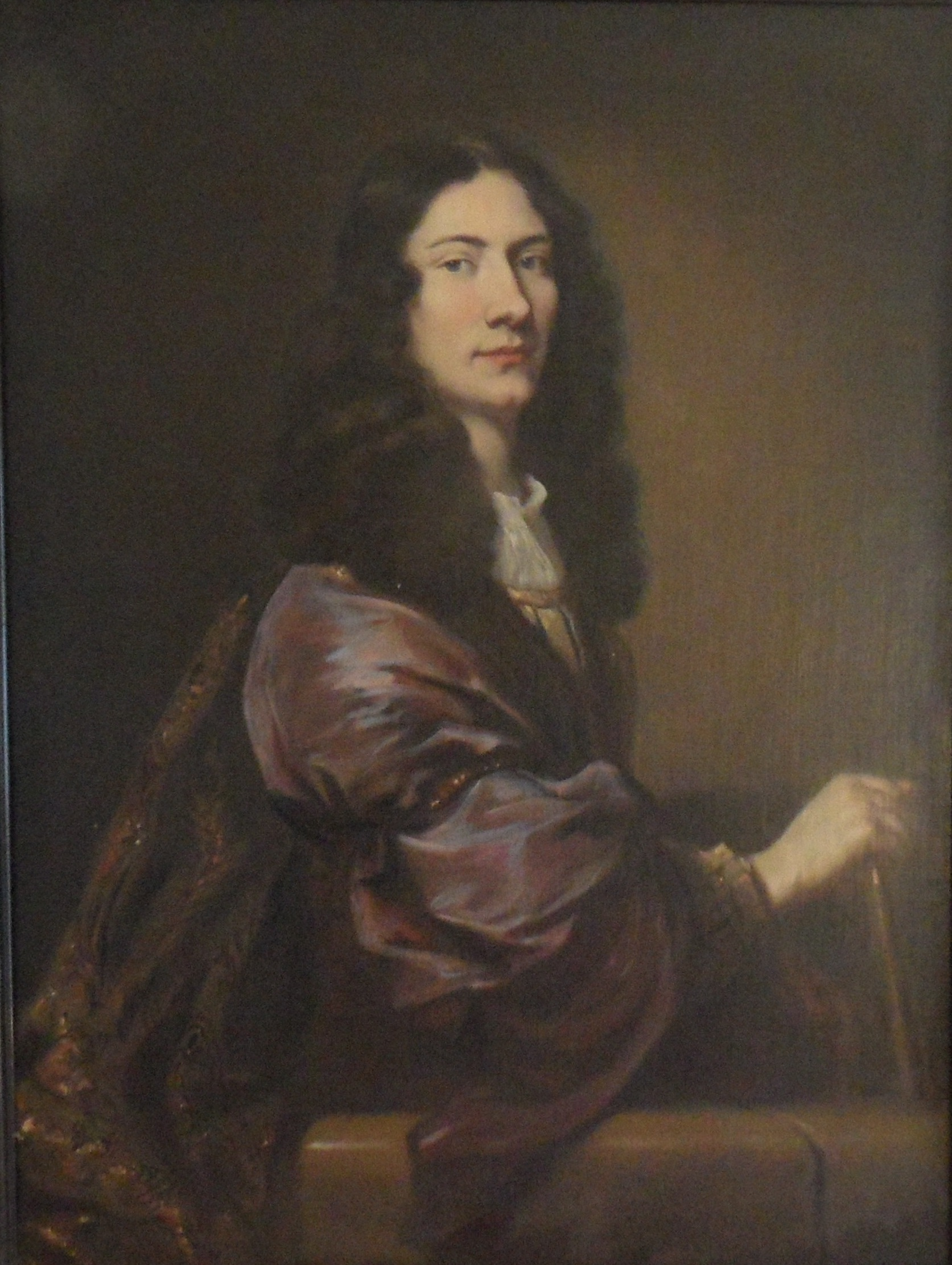
Friherre Johan Rosenhane (1642-1710), Amsterdam 1663

- Hedvig Eleonora och hennes syskon på Gripsholm (tio tavlor)

riksrådet Schering Rosenhanes tre söner:
- Axel Rosenhane, 1637-1685
- Johan Rosenhane, 1642-1710
- Göran Rosenhane, 1649-1677